# Gómez Carreño (Viña del Mar)
Gómez Carreño es un barrio residencial de clase media-baja y baja de la ciudad de Viña del Mar, Región de Valparaíso, Chile; fundado el 4 de diciembre de 1965 y habitado por 9399 personas (Censo 2002). Está ubicado entre Reñaca,  Santa Inés, Achupallas y Glorias Navales. Se compone históricamente en una buena parte de poblaciones de funcionarios municipales, Navegantes de buques mercantes, trabajadores del puerto, funcionarios de la Armada de Chile y Carabineros de Chile, y debe su nombre en honor al Almirante Luis Gómez Carreño, quien se destacó durante el terremoto del 16 de agosto de 1906.

## Historia

### Origen
El barrio posee su origen en el año 1962 por el entonces alcalde Gustavo Lorca, el cual inició las primeras gestiones para la construcción de éste. El alcalde consiguió el financiamiento del Banco Interamericano de Desarrollo para la construcción del proyecto , el cual sería ejecutado por la Corporación de la Vivienda (CORVI).
La fecha de inauguración de las primeras casas data el día 29 de octubre de 1964, momento en el cual se entrega la primera fase, a cuyo acto asistió el entonces presidente de la República, don Jorge Alessandri, el alcalde Raúl Celis Cornejo, el para ese entonces regidor del Partido Nacional don Gustavo Lorca, el ministro de Obras Públicas Ernesto Pinto, y el vicepresidente de la CORVI.
Las diferentes etapas de la población se irían entregando de manera sucesiva, lo cual se extendería hasta por cuatro años más, momento en el cual se entregarían las últimas viviendas de esta primera fase. Fue el 4 de diciembre de 1965 que es inaugurado oficialmente y desde entonces se celebra su aniversario en dicho día.
La última entrega ocurrió en el año 1978, cuando el Servicio de Vivienda y Urbanización (SERVIU) comenzó la edificación de viviendas sociales bajo el mandato del general Augusto Pinochet hasta el año 1980.

### Hitos históricos y eventos sociales
En el hipódromo Valparaíso Sporting luego del Derby del 22 de enero de 1968, los cuidadores reunieron desperdicios del evento que luego quemaron, lo cual provocó una combustión rápida y el levantamiento de cenizas que fueron a caer en los bosques del sector de Granadilla. Este hecho dio forma al "Gran Incendio de Viña del Mar" que duró varios días y abarcó desde el sector de Santa Inés hasta Gómez Carreño, cruzando la carretera llegando incluso a Reñaca Alto. El incendio requirió de la colaboración de bomberos de Viña del Mar, Valparaíso, Quilpué, Villa Alemana y Santiago; Defensa Civil de Chile, Carabineros de Chile y hasta efectivos de la Armada de Chile. Tras este siniestro fue necesario un cuerpo de bomberos en la zona, fundándose así el 3 de mayo de 1969 la Quinta Compañía de Bomberos de Viña del Mar en Gómez Carreño.
Uno de los movimientos que ha habido en Gómez Carreño fue el «No + edificios», el cual tenía como propósito evitar e impedir la construcción de nuevos edificios en el barrio residencial, pues algunos habitantes tenían la consigna de que éstos solo traerían más contaminación y la construcción de los mismos traería la devastación de espacios verdes o eriazos presentes en la zona.[cita requerida]
«Protección Parque Natural» fue otro de los movimientos, el cual movilizó a más personas y que tenía como objetivo la protección del parque natural Gómez Carreño, puesto que dicho terreno estaba abandonado por las autoridades, y había presencia de cada vez más edificios que durante su construcción dañaban la flora y fauna presente.[cita requerida]
«Independencia de Reñaca» fue otro de los movimientos que ocurrieron principalmente en Reñaca, cuyo fin era la independencia de éste. Dicho movimiento cobró fuerza desde el año 2000 en adelante, pero dado a que el municipio se ha preocupado más por Reñaca, y que su independencia significaría también la de sectores como Gómez Carreño, Glorias Navales, Mirador de Reñaca, Reñaca Alto, Villa Rukán y Jardín del Mar, estos movimientos han cesado.[cita requerida]

## Futbol

### Asociación de Fútbol de Gómez Carreño
La Asociación de Fútbol de Gómez Carreño, presidida por Gladys Prieto Cofre, es una destacada organización deportiva que promueve y coordina la práctica del fútbol amateur en el tradicional barrio de Gómez Carreño, ubicado en la comuna de Viña del Mar, Chile. Esta asociación reúne a una amplia variedad de clubes que representan los distintos sectores del barrio, fortaleciendo el sentido de comunidad y la tradición futbolística local.

### Clubes afiliados
Entre los clubes más representativos de la asociación se encuentran:
- Atlantic Reefer
- Botafogo
- Estrella del Janequeo
- Juan Carlos Peña
- Quinto Sector
- Reñaca Bajo
- Victoria de Chile
- Real Chile
- Tres Estrellas
- Flecha Verde
- Alejandro Navarrete

### Infraestructura deportiva
Los partidos organizados por la asociación se disputan principalmente en tres recintos deportivos:
- Complejo Municipal de Gómez Carreño (cancha sintética)
- Cancha Quinto Sector
- Estadio Municipal Botafogo